# Церовац (Јакшић)
Церовац је насељено место у општини Јакшић, у западној Славонији, Република Хрватска.

## Историја
До нове територијалне организације налазило се у саставу бивше велике општине Славонска Пожега.

## Становништво
Насеље је према попису становништва из 2011. године имало 228 становника.
| Националност       | 1991.        |
| Хрвати             | 245 (94,23%) |
| Срби               | 1 (0,38%)    |
| Југословени        | 1 (0,38%)    |
| остали и непознато | 13 (5,00%)   |
| Укупно             | 260          |